# Saze
Saze est une commune française située dans l'est du département du Gard en région Occitanie. Elle fait partie du Grand Avignon.
Exposée à un climat méditerranéen, aucun cours d'eau permanent n'est répertorié sur la commune. La commune possède un patrimoine naturel remarquable composé d'une zone naturelle d'intérêt écologique, faunistique et floristique.
Saze est une commune rurale qui compte 2 097 habitants en 2022, après avoir connu une forte hausse de la population depuis 1962.  Elle fait partie de l'aire d'attraction d'Avignon. Ses habitants sont appelés les Sazains ou  Sazaines.
Le patrimoine architectural de la commune comprend un immeuble protégé au titre des monuments historiques : le château, inscrit en 2002.

## Géographie

### Localisation
Saze se situe à 10 km d'Avignon, soit environ à 8 minutes.
Nîmes se situe à 30 km de Saze, on peut y accéder par l'autoroute en 20 minutes.
Montpellier se situe à 65 km de Saze, on peut y accéder en 1 heure en empruntant l'autoroute A9.

### Communes limitrophes
Les communes limitrophes sont Les Angles, Aramon, Domazan et Rochefort-du-Gard.

### Climat
Pour des articles plus généraux, voir Climat de l'Occitanie et Climat du Gard.
En 2010, le climat de la commune est de type climat méditerranéen franc, selon une étude s'appuyant sur une série de données couvrant la période 1971-2000. En 2020, Météo-France publie une typologie des climats de la France métropolitaine dans laquelle la commune est exposée à un climat méditerranéen et est dans la région climatique Provence, Languedoc-Roussillon, caractérisée par une pluviométrie faible en été, un très bon ensoleillement (2 600 h/an), un été chaud (21,5 °C), un air très sec en été, sec en toutes saisons, des vents forts (fréquence de 40 à 50 % de vents > 5 m/s) et peu de brouillards.
Pour la période 1971-2000, la température annuelle moyenne est de 13,9 °C, avec une amplitude thermique annuelle de 17,5 °C. Le cumul annuel moyen de précipitations est de 762 mm, avec 5,5 jours de précipitations en janvier et 2,6 jours en juillet. Pour la période 1991-2020, la température moyenne annuelle observée sur la station météorologique la plus proche, située sur la commune de Pujaut à 10 km à vol d'oiseau, est de 14,6 °C et le cumul annuel moyen de précipitations est de 672,8 mm,. Pour l'avenir, les paramètres climatiques de la commune estimés pour 2050 selon différents scénarios d’émission de gaz à effet de serre sont consultables sur un site dédié publié par Météo-France en novembre 2022.

### Milieux naturels et biodiversité

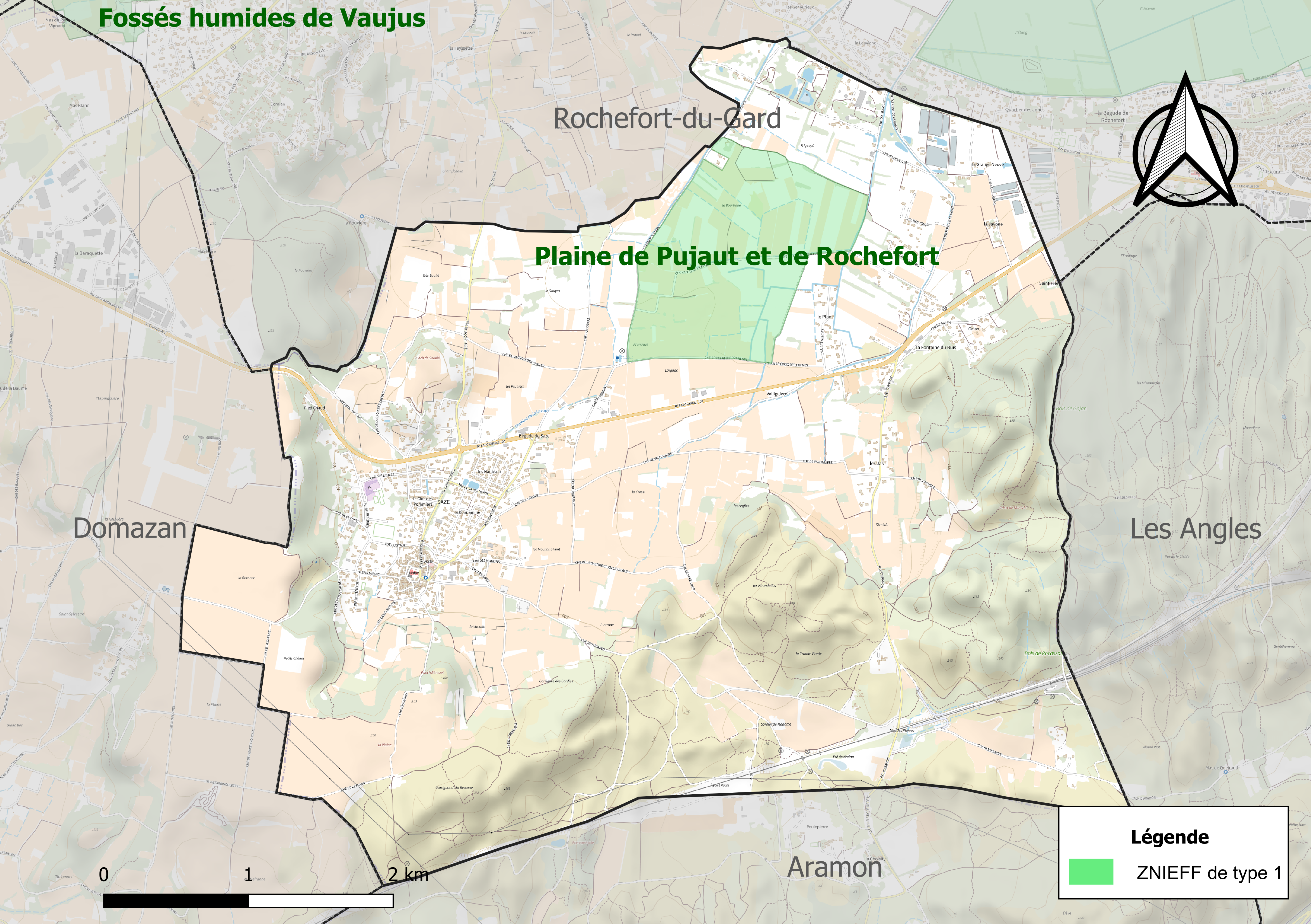
Carte de la ZNIEFF de type 1 localisée sur la commune.

L’inventaire des zones naturelles d'intérêt écologique, faunistique et floristique (ZNIEFF) a pour objectif de réaliser une couverture des zones les plus intéressantes sur le plan écologique, essentiellement dans la perspective d’améliorer la connaissance du patrimoine naturel national et de fournir aux différents décideurs un outil d’aide à la prise en compte de l’environnement dans l’aménagement du territoire.
Une ZNIEFF de type 1 est recensée sur la commune :
la « plaine de Pujaut et de Rochefort » (1 368 ha), couvrant 3 communes du département.

## Urbanisme

### Typologie
Au 1er janvier 2024, Saze est catégorisée bourg rural, selon la nouvelle grille communale de densité à sept niveaux définie par l'Insee en 2022.
Elle est située hors unité urbaine. Par ailleurs la commune fait partie de l'aire d'attraction d'Avignon, dont elle est une commune de la couronne,. Cette aire, qui regroupe 48 communes, est catégorisée dans les aires de 200 000 à moins de 700 000 habitants,.

### Occupation des sols

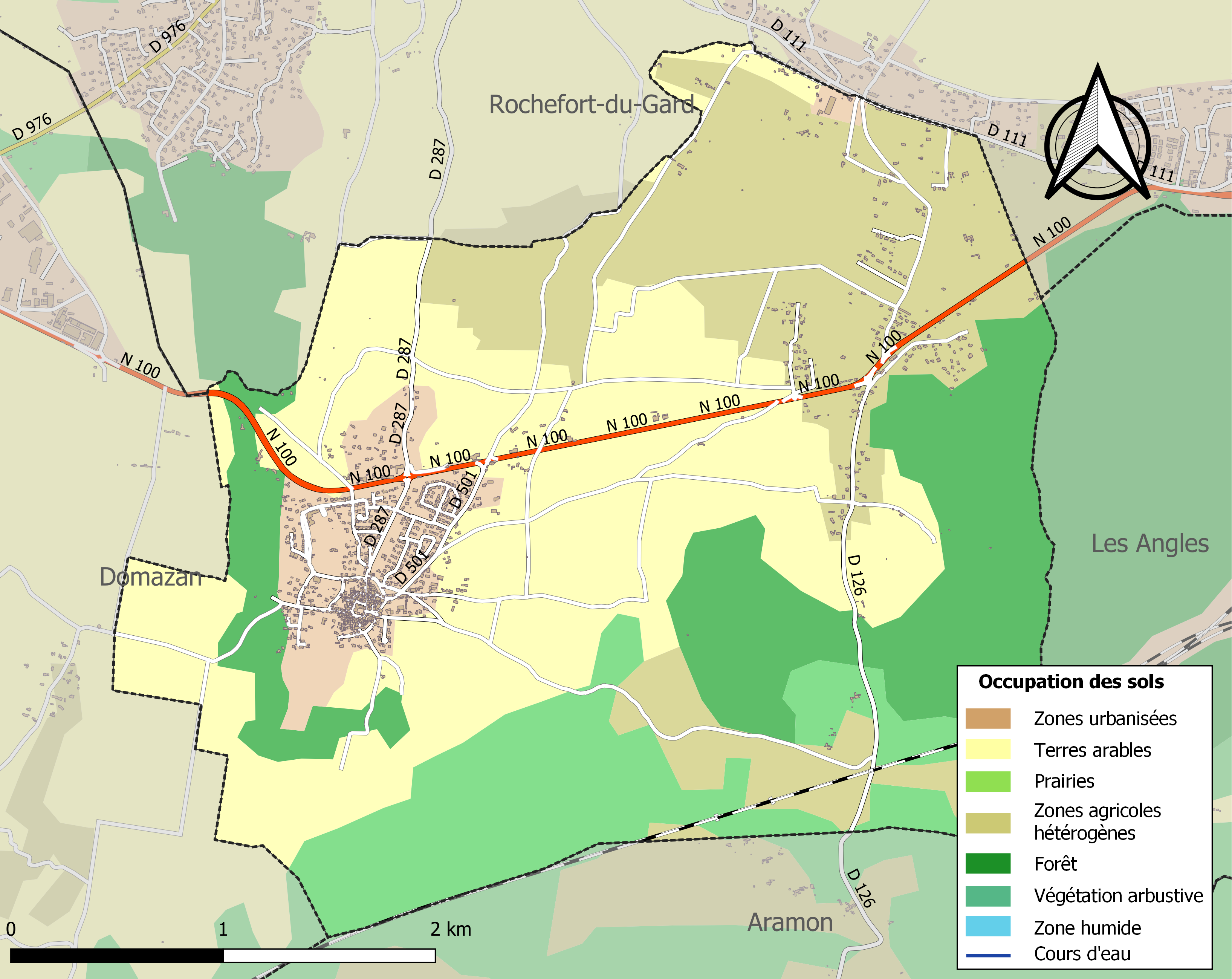
Carte des infrastructures et de l'occupation des sols de la commune en 2018 (CLC).

L'occupation des sols de la commune, telle qu'elle ressort de la base de données européenne d’occupation biophysique des sols Corine Land Cover (CLC), est marquée par l'importance des territoires agricoles (61 % en 2018), en diminution par rapport à 1990 (65,4 %). La répartition détaillée en 2018 est la suivante : 
cultures permanentes (35 %), zones agricoles hétérogènes (26 %), forêts (17,6 %), milieux à végétation arbustive et/ou herbacée (14,5 %), zones urbanisées (6,9 %). L'évolution de l’occupation des sols de la commune et de ses infrastructures peut être observée sur les différentes représentations cartographiques du territoire : la carte de Cassini (XVIIIe siècle), la carte d'état-major (1820-1866) et les cartes ou photos aériennes de l'IGN pour la période actuelle (1950 à aujourd'hui).

### Risques majeurs
Le territoire de la commune de Saze est vulnérable à différents aléas naturels : météorologiques (tempête, orage, neige, grand froid, canicule ou sécheresse), inondations, feux de forêts et séisme (sismicité modérée). Il est également exposé à un risque technologique,  le transport de matières dangereuses. Un site publié par le BRGM permet d'évaluer simplement et rapidement les risques d'un bien localisé soit par son adresse soit par le numéro de sa parcelle.

#### Risques naturels
La commune fait partie du territoire à risques importants d'inondation (TRI) d'Avignon – plaine du Tricastin – Basse vallée de la Durance, regroupant 90 communes du bassin de vie d'Avignon, Orange et de la basse vallée de la Durance, un des 31 TRI qui ont été arrêtés fin 2012 sur le bassin Rhône-Méditerranée. Il a été retenu au regard des risques de débordements du Rhône, de la Durance, de la Cèze, du Lez (84), de l'Ardèche, de l'Eygues, du Rieu (Foyro), de la Meyne, de l'Ouvèze, des Sorgues, des rivières du Sud-Ouest du mont Ventoux, de la Nesque, du Calavon et de l'Èze. Les crues récentes significatives sont celles d'octobre 1993 (Rhône-Lez), de janvier et novembre 1994 (Rhône, Durance, Calavon, Ouvèze), de décembre 1997, de  novembre 2000, de mai 2008 (Durance), de décembre 2003 (Rhône, Calavon), de septembre 1992 (Ouvèze), de septembre 2002 et de 2003 (Aygue, Rieu Foyro), de septembre 1958, de septembre 1992 (Ardèche), de septembre 1993 (Èze). Des cartes des surfaces inondables ont été établies pour trois scénarios : fréquent (crue de temps de retour de 10 ans à 30 ans), moyen (temps de retour de 100 ans à 300 ans) et extrême (temps de retour de l'ordre de 1 000 ans, qui met en défaut tout système de protection),. La commune a été reconnue en état de catastrophe naturelle au titre des dommages causés par les inondations et coulées de boue survenues en 1982, 1987, 1991, 2002 et 2004,.

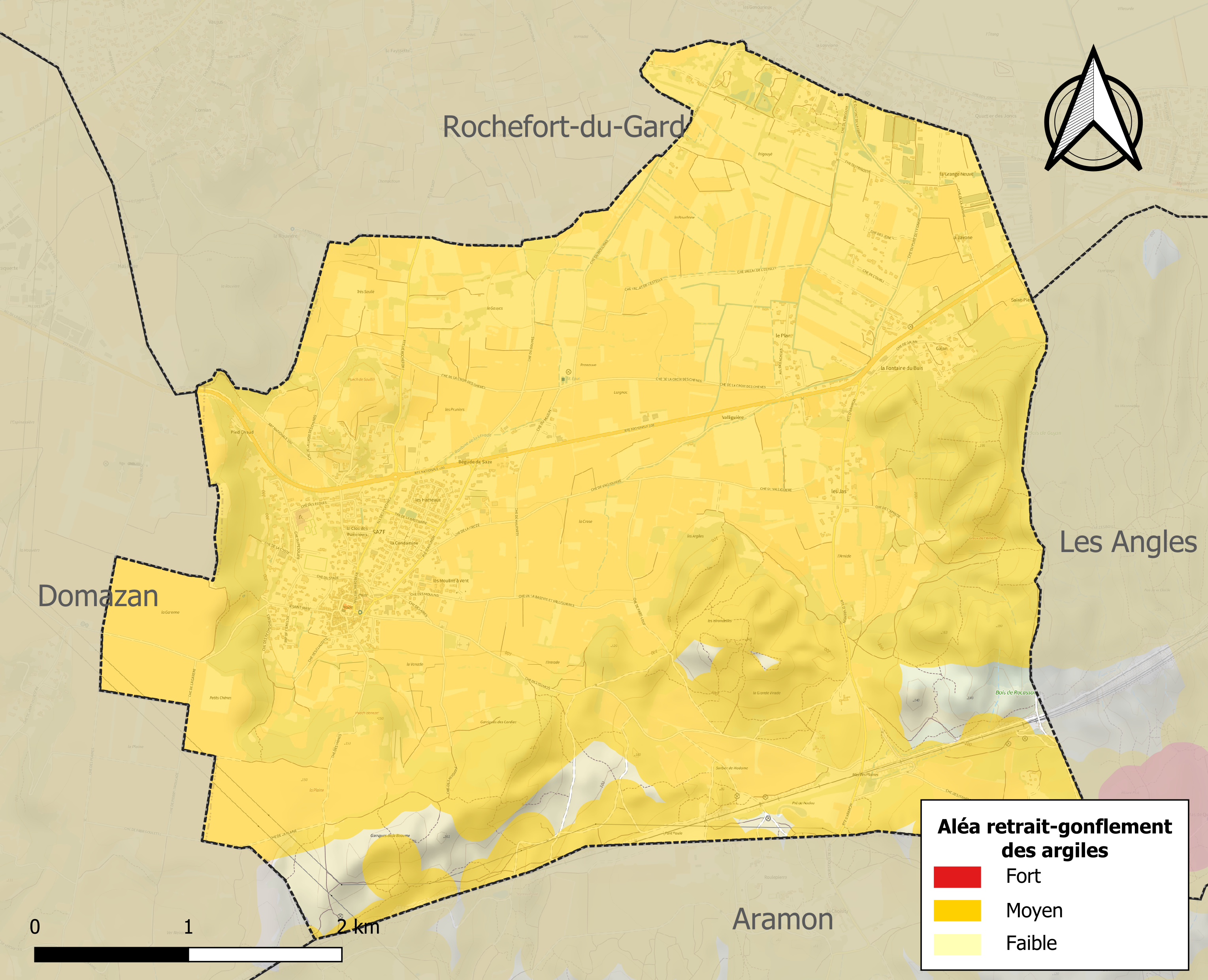
Carte des zones d'aléa retrait-gonflement des sols argileux de Saze.

Le retrait-gonflement des sols argileux est susceptible d'engendrer des dommages importants aux bâtiments en cas d’alternance de périodes de sécheresse et de pluie. 95,2 % de la superficie communale est en aléa moyen ou fort (67,5 % au niveau départemental et 48,5 % au niveau national). Sur les 834 bâtiments dénombrés sur la commune en 2019, 834 sont en aléa moyen ou fort, soit 100 %, à comparer aux 90 % au niveau départemental et 54 % au niveau national. Une cartographie de l'exposition du territoire national au retrait gonflement des sols argileux est disponible sur le site du BRGM,.
Par ailleurs, afin de mieux appréhender le risque d’affaissement de terrain, l'inventaire national des cavités souterraines permet de localiser celles situées sur la commune.

#### Risques technologiques
Le risque de transport de matières dangereuses sur la commune est lié à sa traversée par des infrastructures routières ou ferroviaires importantes ou la présence d'une canalisation de transport d'hydrocarbures. Un accident se produisant sur de telles infrastructures est en effet susceptible d’avoir des effets graves au bâti ou aux personnes jusqu’à 350 m, selon la nature du matériau transporté. Des dispositions d’urbanisme peuvent être préconisées en conséquence.

## Héraldique
| Blason de Saze | Blason  | D'hermine au chef losangé d'or et de gueules.    |
| Blason de Saze | Détails | Le statut officiel du blason reste à déterminer. |

## Politique et administration

### Rattachements administratifs et électoraux
Saze appartient à l'arrondissement de Nîmes et au canton de Villeneuve-lès-Avignon depuis sa création en 1801.
Pour l’élection des députés, la commune fait partie de la troisième circonscription du Gard, représentée depuis 2017 par Anthony Cellier (LREM).

### Intercommunalité
Depuis 2004, la commune appartient à la communauté d'agglomération du Grand Avignon.

### Liste des maires
| Période                                  | Période                      | Identité      | Étiquette | Qualité                                                                                                   |
| ---------------------------------------- | ---------------------------- | ------------- | --------- | --- |
| 29 novembre 1985                         | 30 novembre 2018 (démission) | Georges Bel   | DVD       | Ingénieur d'études 12e vice-président du Grand Avignon Président du SMICTOM Rhône-Garrigues (1991 → 2016) |
| 30 novembre 2018                         | En cours (au 18 mai 2020)    | Yvan Bourelly | DVD       | Vigneron 13e vice-président du Grand Avignon (2020 → ) Réélu pour le mandat 2020-2026                     |
| Les données manquantes sont à compléter. |                              |               |           | |

## Démographie
L'évolution du nombre d'habitants est connue à travers les recensements de la population effectués dans la commune depuis 1793. Pour les communes de moins de 10 000 habitants, une enquête de recensement portant sur toute la population est réalisée tous les cinq ans, les populations de référence des années intermédiaires étant quant à elles estimées par interpolation ou extrapolation. Pour la commune, le premier recensement exhaustif entrant dans le cadre du nouveau dispositif a été réalisé en 2008.

En 2022, la commune comptait 2 097 habitants, en évolution de +3,71 % par rapport à 2016 (Gard : +2,97 %, France hors Mayotte : +2,11 %).
| 1793 | 1800 | 1806 | 1821 | 1831 | 1836 | 1841 | 1846 | 1851 |
| ---- | ---- | ---- | ---- | ---- | ---- | ---- | ---- | ---- |
| 606  | 596  | 619  | 738  | 692  | 746  | 731  | 717  | 729  |

| 1856 | 1861 | 1866 | 1872 | 1876 | 1881 | 1886 | 1891 | 1896 |
| ---- | ---- | ---- | ---- | ---- | ---- | ---- | ---- | ---- |
| 719  | 672  | 692  | 672  | 600  | 566  | 516  | 504  | 479  |

| 1901 | 1906 | 1911 | 1921 | 1926 | 1931 | 1936 | 1946 | 1954 |
| ---- | ---- | ---- | ---- | ---- | ---- | ---- | ---- | ---- |
| 462  | 421  | 383  | 338  | 331  | 364  | 359  | 379  | 400  |

| 1962 | 1968 | 1975 | 1982  | 1990  | 1999  | 2006  | 2008  | 2013  |
| ---- | ---- | ---- | ----- | ----- | ----- | ----- | ----- | ----- |
| 449  | 513  | 679  | 1 102 | 1 321 | 1 456 | 1 713 | 1 785 | 1 960 |

| 2018  | 2022  | - | - | - | - | - | - | - |
| ----- | ----- | - | - | - | - | - | - | - |
| 2 051 | 2 097 | - | - | - | - | - | - | - |

## Économie

### Revenus
En 2018  (données Insee publiées en septembre 2021), la commune compte 850 ménages fiscaux, regroupant 2 069 personnes. La médiane du revenu disponible par unité de consommation est de 22 240 € (20 020 € dans le département). 55 % des ménages fiscaux sont imposés (43,9 % dans le département).

### Emploi
|                | 2008   | 2013 | 2018  |
| -------------- | ------ | ---- | ----- |
| Commune        | 6,6 %  | 8 %  | 8,5 % |
| Département    | 10,6 % | 12 % | 12 %  |
| France entière | 8,3 %  | 10 % | 10 %  |

En 2018, la population âgée de 15 à 64 ans s'élève à 1 262 personnes, parmi lesquelles on compte 78,9 % d'actifs (70,4 % ayant un emploi et 8,5 % de chômeurs) et 21,1 % d'inactifs,. Depuis 2008, le taux de chômage communal (au sens du recensement) des 15-64 ans est inférieur à celui de la France et du département.
La commune fait partie de la couronne de l'aire d'attraction d'Avignon, du fait qu'au moins 15 % des actifs travaillent dans le pôle,. Elle compte 227 emplois en 2018, contre 222 en 2013 et 194 en 2008. Le nombre d'actifs ayant un emploi résidant dans la commune est de 908, soit un indicateur de concentration d'emploi de 25 % et un taux d'activité parmi les 15 ans ou plus de 60,7 %.
Sur ces 908 actifs de 15 ans ou plus ayant un emploi, 129 travaillent dans la commune, soit 14 % des habitants. Pour se rendre au travail, 89,8 % des habitants utilisent un véhicule personnel ou de fonction à quatre roues, 2,4 % les transports en commun, 4,4 % s'y rendent en deux-roues, à vélo ou à pied et 3,5 % n'ont pas besoin de transport (travail au domicile).

### Activités hors agriculture

#### Secteurs d'activités
153 établissements sont implantés  à Saze au 31 décembre 2019. Le tableau ci-dessous en détaille le nombre par secteur d'activité et compare les ratios avec ceux du département,.
| Secteur d'activité                                                                                        | Commune | Commune | Département |
| Secteur d'activité                                                                                        | Nombre  | %       | %           |
| --- | ------- | ------- | ----------- |
| Ensemble                                                                                                  | 153     | 100 %   | (100 %)     |
| Industrie manufacturière, industries extractives et autres                                                | 7       | 4,6 %   | (7,9 %)     |
| Construction                                                                                              | 24      | 15,7 %  | (15,5 %)    |
| Commerce de gros et de détail, transports, hébergement et restauration                                    | 55      | 35,9 %  | (30 %)      |
| Information et communication                                                                              | 1       | 0,7 %   | (2,2 %)     |
| Activités financières et d'assurance                                                                      | 4       | 2,6 %   | (3 %)       |
| Activités immobilières                                                                                    | 4       | 2,6 %   | (4,1 %)     |
| Activités spécialisées, scientifiques et techniques et activités de services administratifs et de soutien | 25      | 16,3 %  | (14,9 %)    |
| Administration publique, enseignement, santé humaine et action sociale                                    | 20      | 13,1 %  | (13,5 %)    |
| Autres activités de services                                                                              | 13      | 8,5 %   | (8,8 %)     |

Le secteur du commerce de gros et de détail, des transports, de l'hébergement et de la restauration est prépondérant sur la commune puisqu'il représente 35,9 % du nombre total d'établissements de la commune (55 sur les 153 entreprises implantées  à Saze), contre 30 % au niveau départemental.

#### Entreprises et commerces
Les cinq entreprises ayant leur siège social sur le territoire communal qui génèrent le plus de chiffre d'affaires en 2020 sont : 
- Mazoyer TP, travaux de terrassement courants et travaux préparatoires (950 k€)
- V Zen Opc, ingénierie, études techniques (71 k€)
- Grangier, travaux de terrassement courants et travaux préparatoires (24 k€)
- Le Mas De La Javone, location de logements (21 k€)
- Bati Malin, commerce de détail d'autres équipements du foyer (20 k€)

La collecte et traitement des déchets des ménages et déchets assimilés et le contrôle de la qualité de l'air se fait dans le cadre de la Communauté d'agglomération du Grand Avignon, elle-même adhérente au Syndicat mixte pour la valorisation des déchets du pays d'Avignon.

### Agriculture
La commune est dans la vallée du Rhône, une petite région agricole occupant la frange est du département du Gard. En 2020, l'orientation technico-économique de l'agriculture  sur la commune est la viticulture. 
|               | 1988 | 2000 | 2010 | 2020 |
| ------------- | ---- | ---- | ---- | ---- |
| Exploitations | 58   | 49   | 29   | 23   |
| SAU (ha)      | 700  | 597  | 439  | 409  |

Le nombre d'exploitations agricoles en activité et ayant leur siège dans la commune est passé de 58 lors du recensement agricole de 1988  à 49 en 2000 puis à 29 en 2010 et enfin à 23 en 2020, soit une baisse de 60 % en 32 ans. Le même mouvement est observé à l'échelle du département qui a perdu pendant cette période 61 % de ses exploitations,. La surface agricole utilisée sur la commune a également diminué, passant de 700 ha en 1988 à 409 ha en 2020. Parallèlement la surface agricole utilisée moyenne par exploitation a augmenté, passant de 12 à 18 ha.

## Culture locale et patrimoine

### Lieux et monuments

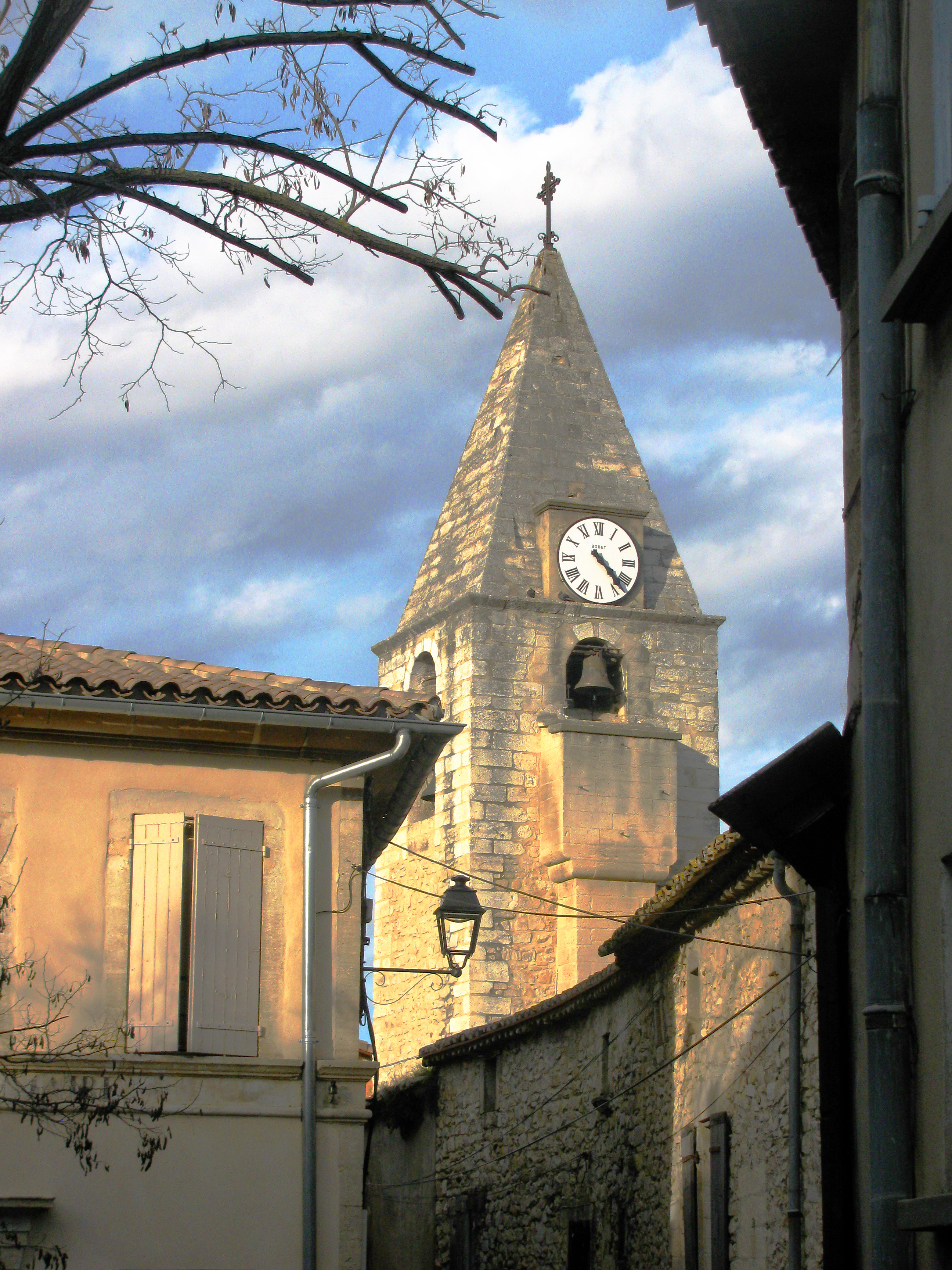
Clocher de l'église

- Église Saint-Privat de Saze.

### Château
Situé au cœur du village, ce château rebâti aux XVIe et XVIIIe siècles sur des vestiges médiévaux, englobe le chœur de l'ancienne église paroissiale du XIIe siècle.
Après les guerres de religion de 1560, la famille de Thezan intègre ce qui reste de l'église dans la nouvelle construction. Celle-ci forme deux corps de bâtiments en L et l'angle intérieur est occupé par la tour d'escalier carrée avec l'entrée principale. Une tour carrée symétrique est édifiée à l'est et les deux sont reliées par une galerie ouverte au sud sur deux niveaux.
La porte d'entrée en plein cintre est surmontée d'un fronton arrondi brisé contenant les armes des Thezan (bûchées) et la date 1589. Cette ouverture est encadrée par deux petites baies surmontées d'un fronton brisé, selon une composition symétrique. L'escalier tournant à quatre noyaux pleins est ample et les coquilles d'angle ne sont pas décorées ou portent une simple coquille.
De la famille De Baroncelli marquis de Javon qui garde le château de 1718 jusqu'en 1793, datent l'entrée actuelle avec le grand portail axé sur la fontaine du village et les deux remises formant un arrondi qui le flanquent de chaque côté. Les entrées en anse de panier de ces remises sont datées 1741 et 1785.
De plus l'aile nord-sud est entièrement reprise au rez-de-chaussée avec des voûtes plates pour les deux salles situées au sud. La grande salle au nord est réaménagée avec des voûtes d'arêtes, des stucs et une belle cheminée. De même les cheminées et les stucs des chambres ouvrant sur la galerie au 1er étage datent du XVIIIe siècle.
L'ensemble, bien que disparate, garde de très beaux éléments : abside de l'ancienne église, tour d'escalier et portail, galerie ouverte sur deux niveaux, cheminées.
Le château a été rénové et est ouvert depuis janvier 2013.
Il comporte notamment la mairie et la bibliothèque de Saze.